# Stuetemperatur
Stuetemperatur kan dække over flere ting.
I forbindelse med indeklima kan det være praktisk at definere, hvor en stuetemperatur bør ligge. Normen er mellem 20-22 °C.
I forbindelse med temperering af rødvin nævnes ofte, at den bør have stuetemperatur, hvilket her betyder 16-18 °C og for visse Beaujolais 12-14 °C.